# یوکیاکی اوکابه
یوکیاکی اوکابه (انگلیسی: Yukiaki Okabe; ۲۴ آوریل ۱۹۴۱ – ۲۶ ژانویهٔ ۲۰۱۸) شناگر اهل ژاپن بود.
وی در مسابقات کشوری و بین‌المللی در مجموع برندهٔ ۱ مدال برنز شده‌است.